# Sierra Leone Premier League
Die Sierra Leone Premier League (SLPL), auch als Sierra Leone National Premier League bekannt, ist die höchste Spielklasse des Männer-Fußballs im westafrikanischen Sierra Leone. Sie wird von der Sierra Leone Football Association (SLAFA) organisiert und wurde 1967 ins Leben gerufen.

## Sponsoren
Die Liga wurde viele Jahre von der Sierra Leone Commercial Bank gesponsert. Von 2008 bis 2015 wurde die Liga vom Mobilfunknetzbetreiber Africell finanziell unterstützt. In der Saison 2019 wurde die Liga zum ersten Mal von der Regierung Sierra Leones mit mindestens 230.000 US-Dollar, womöglich aber US$ 400.000 gesponsert. Seit der Saison 2023/24 ist das Bergbauunternehmen Leone Rock mit 80.000 US-Dollar namensgebender Hauptsponsor.